# 청주시립교향악단
청주 시립 교향악단(淸州市立交響樂團, Cheongju City Philharmonic Orchestra)은 충청북도의 대표적인 관현악단이다. 1973년에 창단된 청주관현악단을 모체로 1979년에 창단되었으며, 초대 상임지휘자는 이상덕이었다.
1995년부터 비상임 단원 체제를 개편하기 위해 단계적으로 단원 상임화를 시행하고 있다. 2023년 12월 현재 상임지휘자는 김경희가 맡고 있다. 주요 공연장으로 청주예술의전당 대공연장을 사용하고 있다.